# BAC Mono
BAC Mono — мелкосерийный одноместный спорткар, производимый английской компанией Briggs Automotive Company. Позиционируется как автомобиль для трек-дней, аналогичен Ariel Atom и Caterham 7. Производится с 2011 года и стоит около $ 175 000.
Автомобиль был сконструирован в CFD, с партнёрством инженеров Cosworth, Hewland, Sachs Racing, AP Racing, Kumho Tire, а с помощью Штутгарского Института Автотранспорта и Мотостроения была доработана аэродинамика. Несмотря на интернациональный состав конструкторов, производитель подчеркивает британское происхождение автомобиля. В Briggs Automotive Company подсчитали, что при изготовлении BAC Mono используется 1250 компонентов от 100 поставщиков. Причем 95% поставщиков находятся в Великобритании, а 45% из них – местные компании из Ливерпуля и северо-запада Англии.

## Технические характеристики
Автомобиль оснащается 2,3-литровым 4-цилиндровым двигателем Ford Duratec который доработан компанией Cosworth, кованные шатуны и поршни, новый масляный насос, топливный насос ATL, стальной выпускной коллектор, также система смазки с сухим картером и прочие доработки повысили мощность до 285 л.с (при 8500 об/мин) и 279 Нм крутящего момента. Мощность подается на задние колёса через дифференциал Powerflow LSD и 6-ступенчатую секвентальную коробку передач Hewland FTR F3 со сцеплением, скорость переключения передач составляет 35 миллисекунд. Для смазки и охлаждения агрегатов используют жидкости Motul, для двигателя синтетическое 15W50, трансмиссии 300 LS 75W90, тормозов и сцепления RBF 600.
Шасси представляет собой бесшовную клетку безопасности вокруг которой построен углепластиковый монокок с использованием композитных материалов. Монокок был сконструирован сотрудничая с FIA, для обеспечения максимальной безопасности. В Mono большая нацеленность на низкий центр тяжести, двигатель, кпп и водитель расположены по центру и развесовка 48% на 52%.
Подвеска спереди и сзади двухрычажная с толкателями и регулируемым развалом, стабилизаторы поперечной устойчивости спереди регулируемая и сзади торсионная, пружины Eibach и амортизаторы Sachs Racing RDS. Вентилируемые тормоза AP Racing 295-мм 4-поршневые, 17-дюймовые колеса OZ Racing HRT и покрышки Kumho Tire спереди 205/40 мм и сзади 245/40 мм. В 2019 году соучредители Briggs Automotive Company Нил и Ян Бриггсы (Neill Briggs, Ian Briggs) объявили, что в стандартную комплектацию BAC Mono вошли трековые шины Pirelli P Zero Trofeo R. Компания Pirelli разработала несколько вариантов шин P Zero Trofeo R, в том числе для повседневного вождения BAC Mono на гражданских дорогах.

## Интерьер
В Mono используется гидрофобная алькантара или кожа, съёмный 290-мм руль из заготовки алюминия с цветным дисплеем GEMS LDS4 и сенсорной кнопкой стартера и гоночные ремни безопасности Willans. Каждый экземпляр построен под физиологические особенности тела клиента. Удельная мощность на тонну массы автомобиля соответствует 519 л.с на тонну, это разгоняет автомобиль 0-100 км/ч за 2.8 секунд и до максимальной скорости 274 км/ч.  На треке Top Gear автомобиль показал время 1:14.3. Это второй по времени результат, рекордсмен — Pagani Huayra.
BAC Mono можно было получить при покупке специальной версии видеоигры GRID 2 за 125 000 £ 